# Semiotika
Semiotika ali znamenjeslovje je jezikoslovna veda, ki se ukvarja z jezikovnimi znaki (simboli) in sistemi znakov. V nasprotju s semantiko (pomenoslovjem) se ukvarja z materialno platjo jezikovnega znaka, tj. z njegovo obliko.